# Sonic Battle
Sonic Battle (ソニック バトル?, Sonikku Batoru) è un videogioco del genere picchiaduro della serie Sonic the Hedgehog, pubblicato nel 2003 per il Game Boy Advance e sviluppato dallo studio giapponese Sonic Team.
Gli eventi del gioco si collocano cronologicamente dopo quelli di Sonic Heroes e Shadow the Hedgehog e prima di Sonic Advance 3.

## Trama
Circa 4000 anni fa la Quarta Grande Civiltà creò un'arma senziente chiamata Gizoid, che nella loro lingua significa "tutto". Dopo essere andato perso per millenni, il Gizoid fu trovato e portato alla luce dal professor Gerald Robotnik. L'arma rimase inattiva per un altro mezzo secolo finché non fu riscoperta dal nipote di Gerald, il Dottor Eggman. Frustrato dalla propria incapacità di far funzionare correttamente il dormiente Gizoid, Eggman lo abbandona a Emerald Beach, dove poi viene trovato da Sonic the Hedgehog.
Il Gizoid, che Sonic chiama Emerl per la sua capacità di usare i Chaos Emerald, dimostra il potere di replicare perfettamente qualsiasi mossa che vede e viene rapidamente coinvolto negli affari degli amici, alleati e rivali di Sonic. Attraverso i suoi incontri con Miles "Tails" Prower, Rouge the Bat, Knuckles the Echidna, Amy Rose, Cream the Rabbit e Shadow the Hedgehog, Emerl impara a conoscere il mondo e concetti come l'amicizia. Mentre si allenano insieme, il gruppo scopre che Emerl diventa più forte e sviluppa più sensibilità con ogni Chaos Emerald che ottiene e iniziano a cercare gli smeraldi rimanenti per aiutare il robot a svilupparsi. Durante la ricerca, vengono ripetutamente attaccati dalle forze di Eggman, che ora vuole recuperare l'arma, tra cui un E-102 Gamma ricostruito e una serie di duplicati Emerl imperfetti chiamati "E-121 Phi".
Alla fine, tutti i Chaos Emerald vengono ottenuti e Emerl raggiunge la piena saggezza. In un ultimo tentativo, Eggman decide di attirare Emerl sul Death Egg per catturarlo. I due si scontrano ed Emerl vince, ma Eggman usa il suo nuovo Final Egg Blaster affinché Emerl superi il suo legame con Sonic con quello dello scienziato. Tuttavia, questo sovraccarica Emerl, cancellando la sua personalità e facendolo andare in tilt. Il ribelle Gizoid quindi rivolge il blaster verso il pianeta e Sonic viene inviato a fermarlo prima che il mondo venga distrutto. Sonic sconfigge Emerl, che torna brevemente alla sua precedente personalità e dice addio ai suoi amici prima di sovraccaricarsi di energia ed esplodere, lasciando dietro di sé i frammenti dei Chaos Emerald raccolti. Sonic torna a casa dai suoi amici, rattristati dalla perdita di Emerl. Quando gli viene chiesto se crede che Emerl se ne sia davvero andato, Sonic rassicura tutti che un giorno lo rivedranno.

## Modalità di gioco
Il gioco è un picchiaduro a incontri combattuti fino a quattro personaggi in arene 3D. La maggior parte degli attacchi come le combo (da tre colpi) e quello aereo (eseguibile per inseguire un avversario scagliato) si fanno con il pulsante B, mentre premendo contemporaneamente lo stesso pulsante e la pulsantiera in avanti o in su si fa rispettivamente un attacco Heavy ("pesante", che scaglia via l'avversario) e Upper ("in su", per lanciare in aria l'avversario). Con il pulsante A si salta, L permette di difendersi, ripristinare i punti vita e potenza. Ogni personaggio ha mosse speciali personali di tre tipi, eseguibili con il pulsante R, cioè Shot (tiro), Power (potenza) e Set (piazza). Shot serve a lanciare un proiettile, Power permette danni pesanti rapidi e Set piazza una bomba o fa fare un attacco a sorpresa. Ci sono inoltre le mosse speciali, una per tipo: Ground ("a terra"), Aerial ("aereo") e Defend ("difesa"). Quest'ultima ha una funzione speciale: quando il giocatore imposta una mossa speciale in Defend, ogni volta che un avversario usa la stessa combinazione di mosse speciali viene automaticamente bloccato.
Ogni personaggio ha due indicatori, uno vitale e uno Ichikoro. Quando quello vitale si svuota si va KO e perde una vita (negli incontri a sopravvivenza) o guadagna un KO (incontri a KO). Prima di ogni scontro e dopo un KO bisogna selezionare di che tipo si vuole usare le mosse speciali. Quando il proprio personaggio blocca attacchi o prende danni si riempie l'indicatore Ichikoro. Quando è pieno, è possibile mettere KO istantaneamente un avversario con una mossa speciale, azzerando l'indicatore; se si decide di difendersi contro una mossa speciale o si riesce a bloccarla, l'indicatore si riempie subito. È possibile riempire l'indicatore lentamente curandosi, rimanendo vulnerabili agli attacchi degli avversari.